# 参宿增九
獵戶座ρ，又名BD+02 888，HD 33856、SAO 112528、HR 1698，是獵戶座的一颗恒星，视星等为4.46，位于銀經198.52，銀緯-20.27，其B1900.0坐标为赤經5h 8m 3.7s，赤緯+2° -20.27′ 32″。